# Helvetica
A Helvetica vagy Neue Haas-Grotesk betűképet Max Miedinger tervezte 1957-ben, Svájcban. (Neve az ország latin elnevezéséből származik.) Alapul az Akzidenz Grotesk (1898 körül) betűképet vette. Eredetileg Haas-Grotesk néven adta ki. Az 1960-as években vált elterjedtté, szinte minden lehetséges alkalmazásban használták. 1983-ban a Linotype kiadta a Neue Helvetica betűképet a Helvetica alapján.
A Microsoft Windows-ban levő Arial betűkép is a Helveticán alapszik.

## Lásd még
- Arial
- Betűképek listája

## Külső hivatkozások
- Ünnepel a világ: 50 éves a Helvetica – Index, 2007. október 11.